# Coppa Intercontinentale 1985 (pallacanestro)
La Coppa intercontinentale di pallacanestro del 1985 si è giocata in Spagna, tra Barcellona e Girona, ed è stata vinta dal Barcellona.

## Risultati

### Primo turno

#### Gruppo A
|    | Squadra       | G | V | P | PF  | PS  | Dif  | P.ti |
| -- | ------------- | - | - | - | --- | --- | ---- | ---- |
| 1. | San Andrés    | 4 | 4 | 0 | 431 | 330 | +101 | 8    |
| 2. | Barcellona    | 4 | 3 | 1 | 415 | 340 | +75  | 7    |
| 3. | CSP Limoges   | 4 | 2 | 2 | 343 | 306 | +37  | 6    |
| 4. | Guantánamo CB | 4 | 1 | 3 | 305 | 358 | -53  | 5    |
| 5. | Maxaquene     | 4 | 0 | 4 | 237 | 397 | -160 | 4    |

#### Gruppo B
|    | Squadra                      | G | V | P | PF  | PS  | Dif | P.ti |
| -- | ---------------------------- | - | - | - | --- | --- | --- | ---- |
| 1. | Cibona Zagabria              | 4 | 3 | 1 | 382 | 354 | +28 | 7    |
| 2. | Monte Líbano                 | 4 | 3 | 1 | 354 | 328 | +26 | 7    |
| 3. | Golden Eagles                | 4 | 2 | 2 | 324 | 326 | -2  | 6    |
| 4. | Northern Consolidated Cement | 4 | 1 | 3 | 334 | 349 | -15 | 5    |
| 5. | Banco di Roma Virtus         | 4 | 1 | 3 | 338 | 375 | -37 | 5    |

### Semifinali
| Squadra 1       | Risultato | Squadra 2    |
| --------------- | --------- | ------------ |
| San Andrés      | 93 - 95   | Monte Líbano |
| Cibona Zagabria | 68 - 74   | Barcellona   |

### Finale
| Squadra 1  | Risultato | Squadra 2    |
| ---------- | --------- | ------------ |
| Barcellona | 93 - 89   | Monte Líbano |

| Coppa Intercontinentale 1985 |
| ---------------------------- |
| Barcellona 1º titolo         |

## Formazione vincitrice
| N° | Naz.                   | Ruolo | Sportivo                  |  | Alt. |  |
| -- | ---------------------- | ----- | ------------------------- |  | ---- |  |
| 4  | Spagna (bandiera)      | A     | Ángel Heredero            |  |      |  |
| 5  | Spagna (bandiera)      | P     | Arturo Fernández          |  |      |  |
| 6  | Spagna (bandiera)      | A     | Chicho Sibilio            |  |      |  |
| 7  | Spagna (bandiera)      | P     | Ignacio Solozábal         |  |      |  |
| 8  | Stati Uniti (bandiera) | C     | Otis Howard               |  |      |  |
| 9  | Spagna (bandiera)      | AP    | Pedro Ansa                |  |      |  |
| 10 | Spagna (bandiera)      | C     | Julián Ortiz              |  |      |  |
| 11 | Spagna (bandiera)      | C     | Juan Domingo de la Cruz   |  |      |  |
| 12 | Spagna (bandiera)      | A     | Xavi Crespo               |  |      |  |
| 13 | Spagna (bandiera)      | P     | José María Alarcón        |  |      |  |
| 14 | Stati Uniti (bandiera) | AC    | Mike Davis                |  |      |  |
| 15 | Spagna (bandiera)      | GA    | Juan Antonio San Epifanio |  |      |  |
|    | Spagna (bandiera)      | All.  | Manolo Flores             |  |      |  |